# Yoke Khin Yap
Yoke Khin Yap (en chino: 叶玉牵, nacido en 1968) es un físico, científico de materiales, y académico estadounidense. Es más conocido por sus investigaciones sobre materiales a escala nanométrica y cuántica, y se desempeña como profesor de Física en la Universidad Tecnológica de Míchigan (MTU).
Yap ha publicado artículos de investigación y un libro titulado BCN Nanotubes and Related Nanostructures. Recibió el Premio a la Carrera de la Fundación Nacional de Ciencias de EE. UU. (NSF) en 2005, el Premio Bhakta Rath de la MTU en 2011, el premio de investigación de la MTU en 2018, y se le otorgó el título de Profesor en 2020. Además, se encuentra entre los primeros beneficiarios nombrados Osaka University Global Alumni Fellow en 2015.

## Educación
Yap obtuvo una licenciatura en física en 1992 y una maestría en 1994, ambas de la Universidad de Malaya. En 1995, recibió la Beca Monbusho del Gobierno japonés y completó un doctorado en Ingeniería Eléctrica en la Universidad de Osaka en 1999.

## Carrera
Después de obtener su doctorado, Yap continuó su formación postdoctoral en la Universidad de Osaka entre 1999 y 2002, donde trabajó como investigador. En 2002, se unió a la Universidad Tecnológica de Míchigan como profesor asistente, y luego ascendió a profesor asociado en 2006, profesor en 2011, y ha ocupado el puesto de profesor universitario desde 2020.
Yap fue designado como uno de los representantes de EE. UU. en el Taller de Nanotecnología entre Estados Unidos y China de 2006, celebrado en la NSF. De 2005 a 2007, fue miembro fundador del Comité Ejecutivo de Usuarios (UEC) del Centro de Ciencias de Materiales Nanofásicos del Departamento de Energía de EE. UU. en el Laboratorio Nacional Oak Ridge, donde contribuyó a la creación de la asociación de usuarios, convirtiéndose en el primer presidente electo del grupo de usuarios en 2008.
Yap ocupó el puesto de profesor asociado en la Oficina del Vicepresidente de Investigación de la MTU de 2014 a 2016, y en 2023 se desempeñó como director asociado del Departamento de Física.

## Investigación
Yap fue pionero en la investigación de láseres UV de estado sólido basados en cristales ópticos no lineales de borato de cesio y litio (CsLiB₆O₁₀). Inició estudios sobre materiales de nitruro de boro-carbono (BCN) y nanotubos de nitruro de boro de alta pureza (BNNT) utilizando láseres UV de estado sólido. Desarrolló nuevos métodos de deposición química de vapor (CVD) para nanoestructuras relacionadas con BCN. Más tarde, centró su atención en las aplicaciones únicas de los BNNT de alta pureza para futuras aplicaciones electrónicas y biomédicas.

### BNNT de alta pureza funcionalizados para la electrónica y la biomedicina del futuro
Yap y sus colaboradores han estudiado las propiedades únicas de los nanotubos de nitruro de boro (BNNT), que son eléctricamente aislantes y ópticamente transparentes, con una banda prohibida de aproximadamente 6 eV. Aprovechando las propiedades de aislamiento eléctrico de los BNNT de alta pureza, él y sus colegas desarrollaron un método para prevenir la extinción de las moléculas de tinte en los BNNT, lo que permite que cada BNNT actúe como un fluoróforo con un brillo mejorado hasta 1000 veces. Esto facilita la conversión de moléculas de tinte existentes en fluoróforos de alto brillo (HBF), adecuados para la detección de antígenos, aprovechando además la transparencia de los BNNT en longitudes de onda que van desde el UV hasta el IR cercano.
En una investigación conjunta, Yap lideró la creación de transistores de efecto de campo (FET) de alto rendimiento, introduciendo átomos de telurio (Te) dentro de BNNT eléctricamente aislantes. Esto contrasta con las propiedades semiconductoras inestables de los nanotubos de carbono de pared simple (SW-CNT) y las nanocintas de grafeno (GNR), que son sensibles a los cambios estructurales y las condiciones ambientales. También demostró la creación de nuevos semiconductores a escala nanométrica mediante un enfoque de abajo hacia arriba, utilizando puntos cuánticos de oro recubiertos sobre las superficies de los BNNT, lo que permite obtener brechas de banda ajustables capaces de absorber luz visible. Además, introdujo un método de fabricación de transistores sin semiconductores, utilizando la tunelización cuántica entre los puntos cuánticos de oro recubiertos sobre BNNT (QD-BNNT) como mecanismo de conmutación para transistores de un solo electrón (SET), lo que mejora las capacidades de conmutación de corriente, especialmente en longitudes de transporte más cortas, evitando así las limitaciones de los transistores tradicionales basados en semiconductores.

### BNNT de alta pureza
El trabajo de Yap sobre BNNT de alta pureza se centra en explorar diferentes métodos de síntesis para diversas aplicaciones. Fue pionero en la síntesis de BNNT de alta pureza mediante deposición por láser pulsado (PLD) y deposición química de vapor (CVD). Su grupo en la MTU demostró el crecimiento de BNNT a 600 °C utilizando un láser UV de estado sólido, y también inventó un método de CVD a baja temperatura que permite el crecimiento de BNNT a 1100-1200 °C, de manera similar a la síntesis de nanotubos de carbono utilizando hornos convencionales en laboratorios de investigación.

### Materiales de BCN
Yap ha investigado materiales BCN mediante técnicas innovadoras. Usando un láser UV de estado sólido, creó un sistema PLD asistido por plasma de radiofrecuencia (RF). Ha realizado una serie de descubrimientos originales sobre materiales de nitruro de carbono (CNₓ), nitruro de boro en fase cúbica (BN) y nitruro de boro y carbono (BₓCᵧNᶻ), incluyendo la conversión de enlaces CNₓ de hibridación sp² a sp³ y la síntesis de nanoestructuras BₓCᵧNᶻ.

### Láser UV de estado sólido de alta potencia para PLD con cristales de CsLiB 6 O 10
Yap examinó los láseres ultravioleta (UV), esenciales para la fotolitografía, el procesamiento de materiales y la deposición láser pulsada (PLD), y señaló que los láseres excimer comerciales son voluminosos, utilizan gases corrosivos y requieren alto voltaje. Fue pionero en la investigación de la cuarta y quinta generación armónica (4ω y 5ω) de láseres Nd:YAG, utilizando cristales de borato de litio y cesio (CsLiB₆O₁₀) inventados por sus asesores de investigación, Takatomo Sasaki y Yusuke Mori. Esto resultó en láseres UV compactos de estado sólido capaces de suministrar energía pulsada de hasta 500 mJ (266 nm, 4ω) y 230 mJ (213 nm, 5ω).

## Emprendimiento
Yap fundó StabiLux Biosciences, una empresa de biociencia.

## Premios y honores
- 2005 – Premio a la Trayectoria, Fundación Nacional de la Ciencia [2]
- 2011 – Premio de Investigación Bhakta Rath, Universidad Tecnológica de Míchigan [3]
- 2015 – Becario Global Alumni, Universidad de Osaka [5]
- 2018 – Premio de Investigación, Universidad Tecnológica de Míchigan [4]
- 2020 – Profesor universitario, Universidad Tecnológica de Míchigan [1]

### Libros
- B-C-N Nanotubes and Related Nanostructures (2009) ISBN 978-1441900852

### Artículos seleccionados
- Sasaki, T., Mori, Y., Yoshimura, M., Yap, Y. K., & Kamimura, T. (2000). Recent development of nonlinear optical borate crystals: key materials for generation of visible and UV light. Materials Science and Engineering: R: Reports, 30(1–2), 1-54.
- Wang, J., Lee, C. H., & Yap, Y. K. (2010). Recent advancements in boron nitride nanotubes. Nanoscale, 2(10), 2028–2034.
- Lee, C. H., Johnson, N., Drelich, J., & Yap, Y. K. (2011). The performance of superhydrophobic and superoleophilic carbon nanotube meshes in water–oil filtration. Carbon, 49(2), 669–676.
- Lee, C. H., et al. (2013). Room-temperature tunneling behavior of boron nitride nanotubes functionalized with gold quantum dots. Advanced Materials, 25(33), 4544–4548.
- Ye, M., Winslow, D., Zhang, D., Pandey, R., Yap, Y. K. (2015). Recent advancement on the optical properties of two-dimensional molybdenum disulfide (MoS2) thin films. Photonics, 2(1), 288–307.
- Bhandari, S., Hao, B., Waters, K., Lee, C. H. Idrobo, J. C., Zhang, D., Pandey, R., Yap, Y. K.(2019). Two-dimensional gold quantum dots with tunable bandgaps. ACS Nano, 13(4) 4347–4353.
- Qin, J. K., et al. (2020). Raman response and transport properties of tellurium atomic chains encapsulated in nanotubes. Nature Electronics, 3, 141–147.
- Zhang, D., Yapici, N., Oakley, R., Yap, Y. K. (2022). The rise of boron nitride nanotubes for applications in energy harvesting, nanoelectronics, quantum materials, and biomedicine. J. Materials Research, 37 (24), 4605–4619.